# Vaudreuil-Dorion
Vaudreuil-Dorion è una città canadese nella provincia del Québec, situata all'ovest di Montréal; l'insediamento è il frutto dell'unione avvenuta nel 1994 delle città di Vaudreuil e di Dorion.